# La Trinité-des-Laitiers
La Trinité-des-Laitiers is een gemeente in het Franse departement Orne (regio Normandië) en telt 91 inwoners (2009). De plaats maakt deel uit van het arrondissement Mortagne-au-Perche.

## Geografie
De oppervlakte van La Trinité-des-Laitiers bedraagt 10,9 km², de bevolkingsdichtheid is dus 8,3 inwoners per km².
De onderstaande kaart toont de ligging van La Trinité-des-Laitiers met de belangrijkste infrastructuur en aangrenzende gemeenten.

## Demografie
Onderstaande figuur toont het verloop van het inwonertal (bron: INSEE-tellingen).